# 丞相府
丞相府，简称相府，是古代中國專供丞相辦公的衙署。秦汉时，乃為辅佐皇帝（國家元首），並統理國政而設，職能類似今中華民國行政院或中華人民共和國國務院，為全國最高行政機關。明朝初年，明太祖下詔裁撤丞相職位，此後直至清末，中國皆未有丞相之職。明成祖永樂年間，朝廷始延攬大學士組建內閣，並任命首輔。由於皇帝信任，首輔的權力可與相權媲美；清初，內閣權力又逐步由六部掌握，至清世宗在位時，朝廷增設軍機處，逐漸成為綜理國務的政府機構。
丞相是秦朝以后官僚组织中的最高官职。秦武王三年，初置丞相。秦国置左、右两丞相。左、右丞相为一人担任则称之为相邦。西汉因避刘邦讳，又改称相国。西汉前期左、右丞相，以右为尊。汉文帝后丞相专设一人。丞相的重要属官有长史、司直、掾、属、诸曹。汉朝府吏称史，正职叫掾，副职叫属。丞相府收藏有律法、舆图、户籍、计书等重要档案。丞相府诸曹，主各事并掌文书、档案。东曹掌管督察郡国与官吏任免，西曹掌管百官奏事，奏曹掌管章奏事，集曹掌管计簿事，议曹掌管谋议，侍曹掌管通报事，户曹掌管民户农桑事，兵曹掌管兵事。另有主簿掌簿书。各曹设掾史管理。
魏晋南北朝时权臣霸府，称丞相府或大丞相府，简称相府。北魏开始在丞相上加大字。太昌元年（532年），高欢为大丞相，在晋阳建府，辟僚佐，设置长史、司马、从事中郎、参军、掾、属等。诸僚属开始仅管理相府事务，东魏时，军国政务皆归相府。北周大象二年（580年），杨坚为大丞相，以正阳宫为大丞相府，设置僚属。隋恭帝时以李渊为大丞相，总理军国政务。宋代元丰改制前中书门下（政事堂）别称丞相府。